# Clima temperat

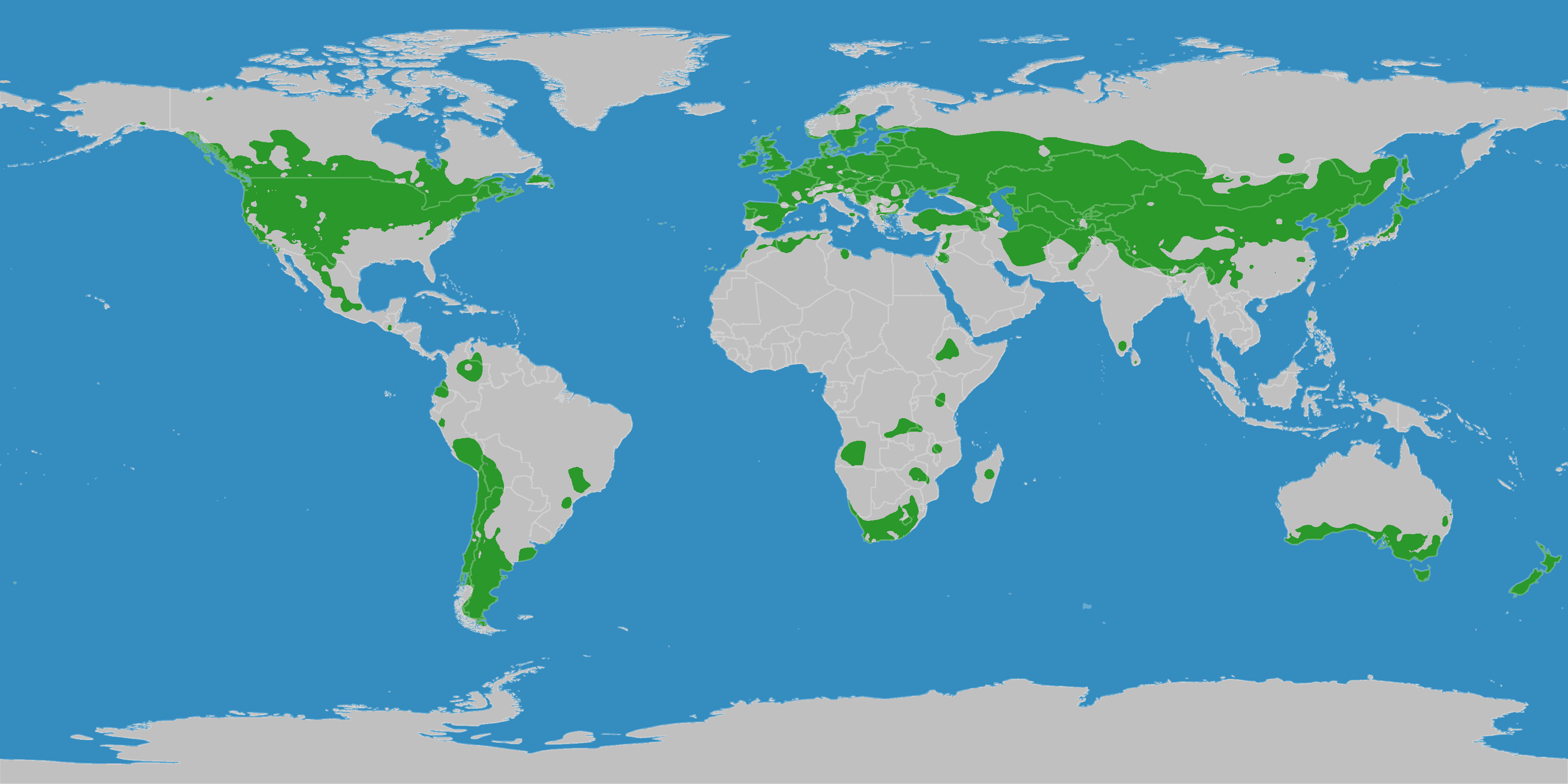
Mapa de les àrees de clima temperat del món (en verd)

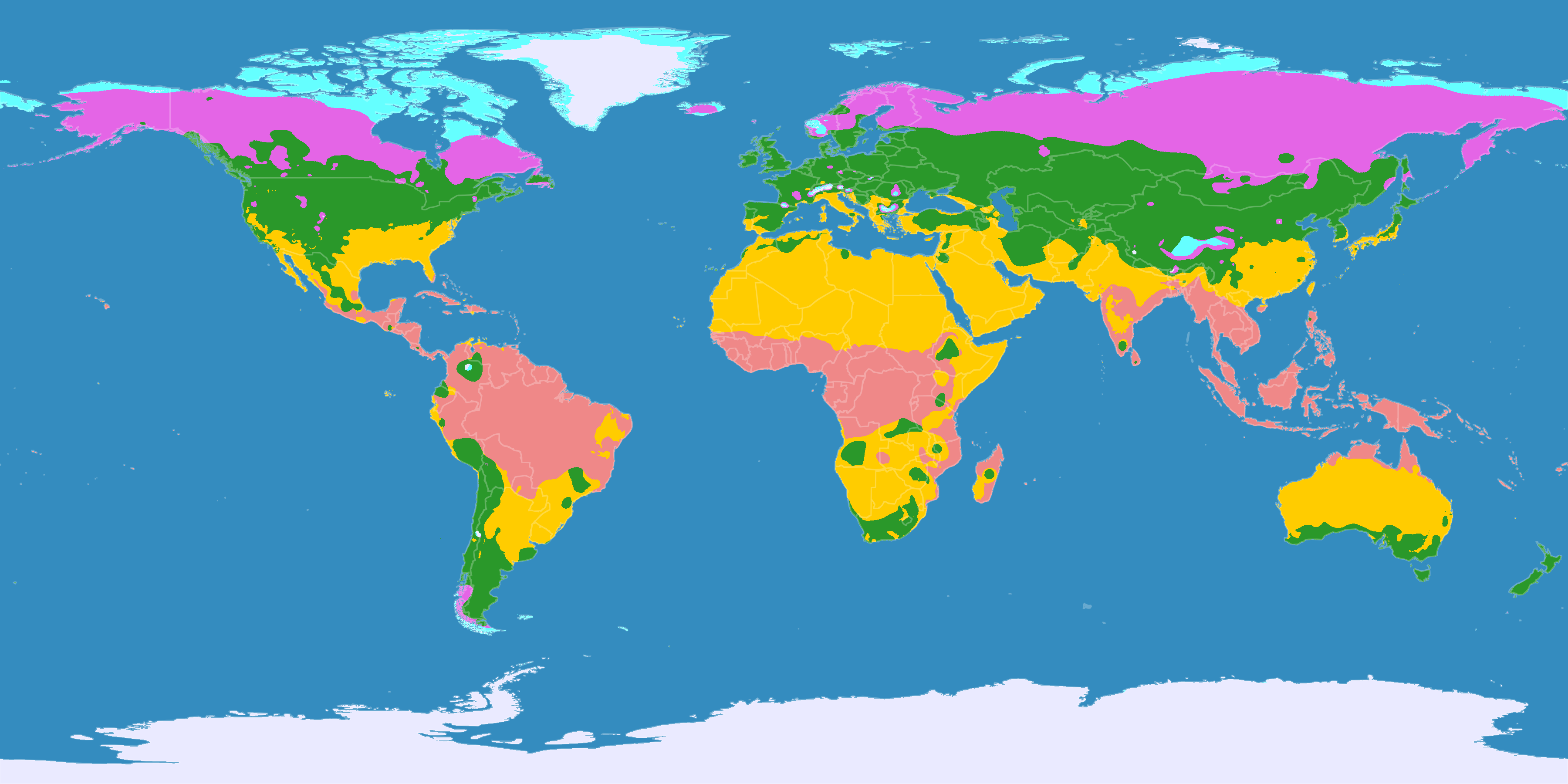
Extensió de les dues zones temperades del món (en rosa)

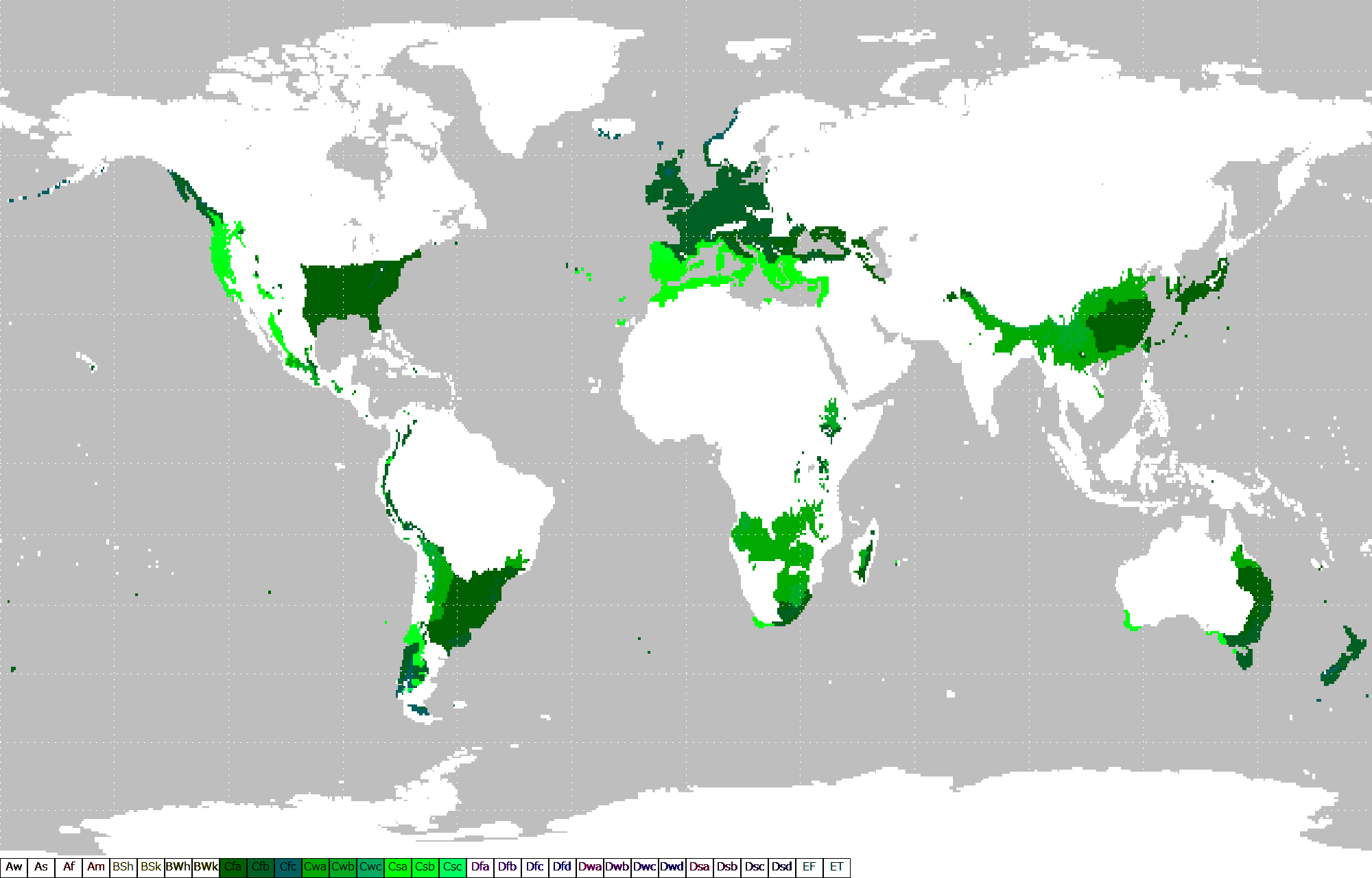
Àrees o regions de clima temperat del món segons la classificació climàtica de Köppen.

El clima temperat és el tipus de clima intermedi entre el clima subtropical (clima càlid) i el clima polar (clima fred).

## Característiques
En la geografia de la Terra, els climes temperats s'estenen a les latituds mitjanes (aproximadament 23,5° a 66,5° N/S de l'Equador), entre els tròpics i les regions polars de la Terra.  Aquestes grans àrees, generalment tenen intervals de temperatura més amplis durant tot l'any i canvis estacionals força més diferenciats en comparació amb els climes tropicals, on les variacions estacionals solen ser més limitades i normalment només difereixen en la quantitat de precipitació.

## Pluviometria
La pluviometria, a les àrees i indrets amb clima temperat, varia de 300 a 2.000 mm/any, i la mitjana zonal és de 800 mm/any.

## Vegetació
El major nombre descrit de tàxons en una regió temperada es localitza al sud d'Àfrica, on s'han descrit uns 24.000 tàxons (espècies i tàxons infraespecífics).

## Variants
El clima temperat càlid ocupa una franja terrestre entre els paral·lels 30 i 50 i es caracteritza per les temperatures mitjanes anuals elevades i unes mitjanes dels mesos d'estiu que poden arribar als 25 °C. Inclou els climes mediterrani i xinès.
El clima temperat fred s'estén a les regions que hi ha al voltant dels 50° de latitud amb temperatures mitjanes anuals que s'acosten a 10°C durant un mínim de tres mesos de l'hivern.
El clima temperat oceànic o marítim s'estén a les façanes occidentals dels continents a la zona temperada, on hi ha hiverns suaus, estius frescos i pluges abundants.
D'acord amb la classificació climàtica de Köppen hi ha tres variants de clima temperat:
- Temperat humit Cf, sense una estació seca i amb una distribució uniforme de les precipitacions durant l'any, clima oceànic de façana occidental Cfb i clima marítim fred o atlàntic Cfc.[9]
- Temperat d'hivern sec Cw, amb comptades i dèbils precipitacions durant l'hivern.
- Temperat d'estiu sec Cs, amb poques precipitacions durant l'estiu, entre els que es comptaria, com a subtipus, el clima mediterrani, Csa i Csb[10]

## Zones temperades
El clima temperat a la Terra abasta una àmplia franja entre els paral·lels 40º i 70º a ambdós hemisferis. En aquesta zona latitudinal, pel que fa a la circulació atmosfèrica, hi ha un domini dels vents de l'oest i el joc altern de les masses d'aire polars i tropicals. Existeix una important transferència i intercanvi d'energia on les depressions i els anticiclons es mouen i segueixen patrons estacionals.

## Aspectes humans

### Demografia
La gran majoria de la població humana resideix en zones temperades, especialment a l'hemisferi nord, a causa de la seva major massa de terra i la manca de temperatures extremes.

### Agricultura
L'agricultura és una pràctica a gran escala a les regions temperades (excepte les regions boreals/subàrtiques) a causa de les abundants pluges i dels estius càlids, perquè la majoria de l'activitat agrícola es produeix a la primavera i l'estiu, els hiverns freds tenen un petit efecte en la producció agrícola. Els hiverns o els estius extrems tenen un impacte enorme en la productivitat de l'agricultura, que és menys freqüent.

### Urbanització
Les regions temperades tenen la majoria de la població mundial, la qual cosa condueix a ciutats grans. Hi ha un parell de factors pels quals el clima dels paisatges de les grans ciutats difereix del clima de les zones rurals. Un factor és la força de la taxa d'absorció dels edificis i l'asfalt, que és superior a la del sòl natural. L'altre factor important és la combustió de combustibles fòssils d'edificis i vehicles. Aquests factors han fet que el clima mitjà de les ciutats sigui més càlid que les zones circumdants.